# Bevolkte plaats

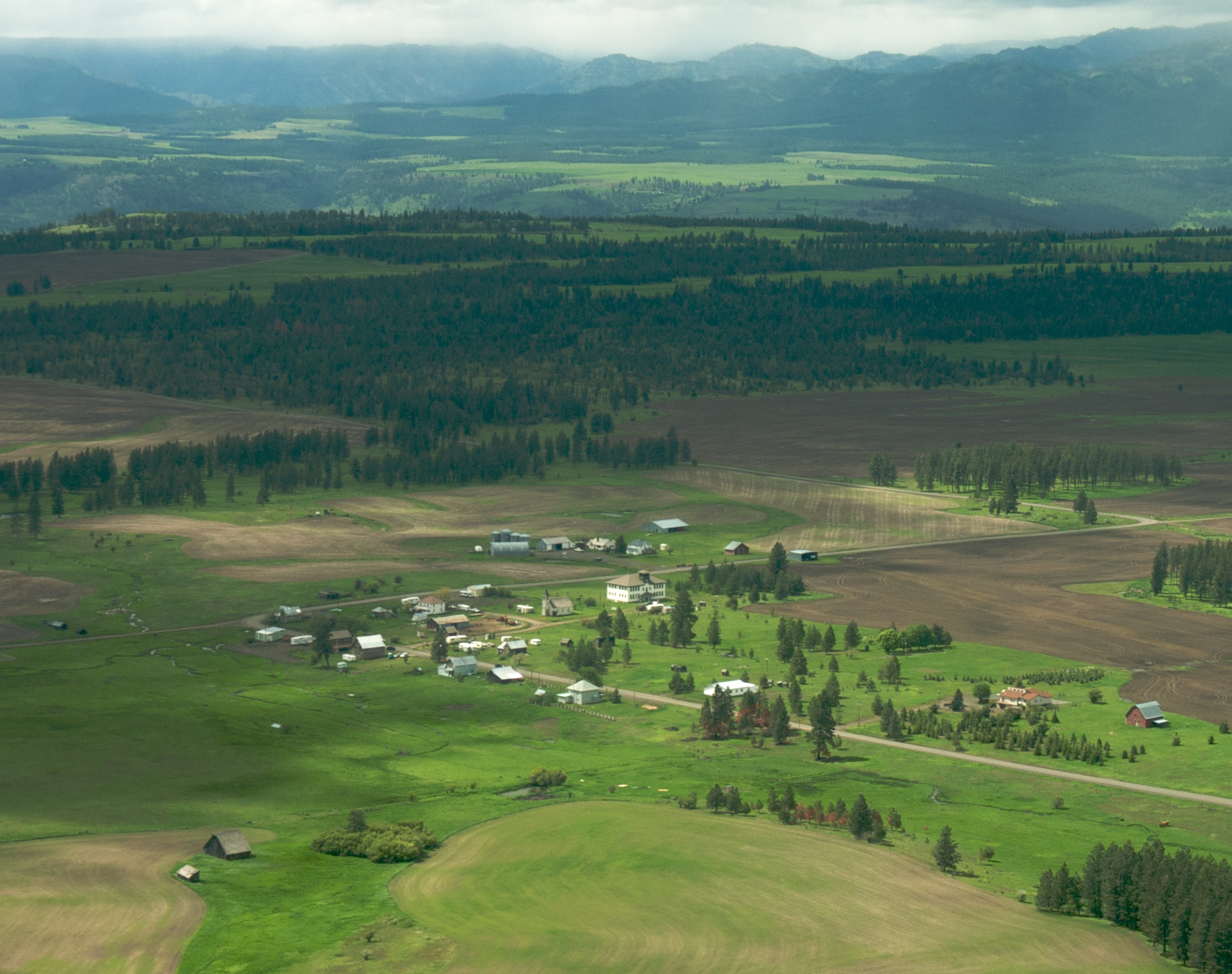
Het kleine dorp Flora (Oregon) in de Verenigde Staten heeft geen rechtspersoon, maar wordt wel beschouwd als een bevolkte plaats.

Een bevolkte plaats (Engels: Populated place) is een plek of gebied met een geclusterd of verspreid aantal gebouwen en een permanente menselijke populatie (stad, nederzetting, dorp of gehucht). Er wordt naar de plaats verwezen door middel van geografische coördinaten. De term wordt internationaal gebruikt op het gebied van ruimtelijke modellering - in dat kader wordt de term gedefinieerd als "een stad, dorp of andere agglomeratie van gebouwen waar mensen kunnen wonen en werken".
De term verlaten bevolkte plaats wordt gebruikt door de National Geospatial-Intelligence Agency en GeoNames. Bevolkte plaatsen kunnen worden verlaten. Soms zijn de structuren zijn nog steeds gemakkelijk te bereiken, zoals bij spooksteden - dit soort gebieden worden soms zelfs toeristische attracties. 
Een stad wordt een spookstad door mislukt optreden van de overheid, waardoor het dorp op economisch gebied totaal failliet geraakt. Ook natuurlijke rampen kunnen ervoor zorgen dat een gebied verlaten wordt, evenals ongecontroleerde wetteloosheid of oorlog. De term wordt echter soms gebruikt om te verwijzen naar steden, dorpen en wijken die nog steeds bevolkt, maar beduidend minder dan in de afgelopen jaren.